# Moleto
Moleto (también: Sindicato Moleto) es la localidad de Bolivia, ubicada en el municipio de Villa Tunari de la provincia del Chapare en el departamento de Cochabamba.
Es también capital del Sindicato Moleto, Central Secure, de la Federación Especial de Trabajadores Campesinos del Trópico de Cochabamba (FETCTC), .

## Ubicación
Moleto es una localidad del municipio de Villa Tunari en la provincia del Chapare. El lugar está a una altitud de 286  m al pie de la cresta de la Cordillera de Cochabamba, un buen kilómetro al este del río Moleto , que desemboca más al norte en el río Ichoa aguas abajo.

## Geografía
Moleto está en el borde nororiental de la Cordillera Oriental. El clima es tropical con un clima diurno distinto.
La temperatura media anual a largo plazo es de poco menos de 27 °C (ver diagrama climático de Villa Tunari), las temperaturas mensuales oscilan entre buenos 23 °C en julio y poco menos de 29 °C en diciembre y enero. La precipitación anual de 2300 mm muestra una clara estación lluviosa de octubre a abril, con precipitaciones mensuales entre 160 y 380 mm.

## Red de transporte
Moleto se encuentra a 256 km por carretera al noreste de Cochabamba, la capital departamental.
Al sur de Pueblo Nuevo Aroma se encuentra la Ruta Nacional 4, de 1.657 km de longitud , que atraviesa el país de oeste a este. Conduce desde Tambo Quemado en la frontera con Chile vía Cochabamba y Sacaba hasta Villa Tunari y vía Santa Cruz hasta Puerto Suárez en la frontera con Brasil. Dos kilómetros al este de Villa Tunari antes del puente fluvial sobre el río Chapare, la Ruta 24 se bifurca en dirección norte desde la Ruta 4 y llega por Eterazama, Samuzabety y Pueblo Nuevo Aroma después de 93 kilómetros Moleto , unos kilómetros antes del final de la Ruta 24 en la región suroeste del TIPNIS.

## Población
La población de la ciudad se ha duplicado aproximadamente en la década entre los dos últimos censos:
| Año  | Residentes           | Fuente |
| ---- | -------------------- | ------ |
| 1992 | sin datos de detalle | censo  |
| 2001 | 164                  | censo  |
| 2012 | 343                  | censo  |

Debido a la distribución poblacional históricamente creciente, la región cuenta con una importante población quechua, en el municipio de Villa Tunari el 83,5 por ciento de la población habla el idioma Quechua.